# Thais deltoidea
Thais deltoidea är en snäckart som först beskrevs av Jean-Baptiste Lamarck 1822.  Thais deltoidea ingår i släktet Thais och familjen purpursnäckor. Inga underarter finns listade i Catalogue of Life.